# Woodlarkkoeskoes
De woodlarkkoeskoes (Phalanger lullulae) is een zoogdier uit de familie van de koeskoezen (Phalangeridae). De wetenschappelijke naam van de soort werd voor het eerst geldig gepubliceerd door Oldfield Thomas in 1896.

## Kenmerken
De vachtkleur is zeer variabel. De bovenkant van het lichaam bestaat uit een mozaïek van donkerbruine en lichtbruine vlekken dat bij elk dier anders is, de onderkant is meestal grotendeels wit, vaak met wat bruine vlekken. De kop-romplengte bedraagt 328 tot 407 mm, de staartlengte 276 tot 343 mm, de achtervoetlengte 40,2 tot 55,0 mm, de oorlengte 17,0 tot 22,2 mm en het gewicht 1500 tot 2050 g.

## Verspreiding
Deze soort komt voor op Woodlark, Alcester en mogelijk Madau. Die drie eilanden liggen voor de zuidoostkust van Papoea-Nieuw-Guinea. 

## Verwantschap
Deze unieke soort is lange tijd als een ondersoort van de witte koeskoes (P. orientalis) gezien. Waarschijnlijk is deze koeskoes een lange tijd geïsoleerde soort zonder nauwe verwanten.